# 판문관
판문관(板門館)은 남북회담 시설용으로 판문점 공동경비구역(JSA) 북측에 세워진 건물로, 남측의 평화의 집에 대응하는 건물이다.

## 개요
남북회담 시설용으로 경기도 파주시 군사분계선 상의 판문점 공동경비구역(JSA) 북쪽 지역에 세워진 건물로, 북한이 지난 1985년 8월 지하 1층, 지상 1층에 연건평 460평 크기로 지었다. 군사분계선을 사이에 두고 남측의 자유의 집과 북측의 판문각이 마주보고 있는데, 판문관은 판문각 뒤쪽 100여m 떨어진 곳으로 위치해 있으며, 남쪽 지역 자유의 집 뒤쪽에 위치한 평화의 집에 대응하는 건물이다. 쌍방 대표는 북쪽의 '판문관'과 남쪽의 '평화의 집'을 번갈아가며 회담하는 것이 관례이다.
2024년 1월 말쯤 '통일각'이라는 현판이 내려진 데 이어, 8월에는 판문관이라는 명칭으로 변경했다. 이는 북한의 '적대적 두 국가론'에 따른 것으로 보인다.

## 같이 보기
- 2018년 5월 남북정상회담